# Синодальное училище церковного пения
Синодальное училище церковного пения — духовно-музыкальное учебное заведение в Москве под управлением Святейшего Синода. Здание училища находилось по адресу: улица Большая Никитская, дом 11.

## История
Синодальное училище церковного пения образовано в 1860-х годах как четырёхклассное учебное заведение. Зал училища считался одним из самых лучших по акустическим данным в Москве. При училище работала научная библиотека русских церковно-певческих рукописей.
С 1886 года обучение в училище стало меняться — образование стало похожим на гимназическое. В учебное заведение поступали мальчики в возрасте 7-8 лет. Они стали получать знания по общим предметам, курс обучения музыки стал ближе к консерваторскому. Существовал факультативный курс для обучения церковному пению и регентскому делу. Учащиеся проживали в пансионе.
В хоре мальчики пели до возрастной ломки голоса. После окончания училища многие выбирали карьеру музыкантов. Лучшие ученики работали в училище на должности педагогов и регентов. Некоторые из них получали консерваторский диплом.
Первым директором училища работал исследователь русского церковного пения С. В. Смоленский. Затем пост занимали: музыкальный критик С. Н. Кругликов, с 1901 года хоровой дирижёр В. С. Орлов, композитор А. Д. Кастальский, Н. М. Данилин и Н. С. Голованов. В наблюдательном совете училища присутствовали: П. И. Чайковский, А. С. Аренский, С. И. Танеев, В. И. Сафонов. В училище преподавали: протоиерей В. М. Металлов, А. В. Преображенский, композиторы и регенты П. Г. Чесноков, Д. В. Аллеманов, В. С. Калинников, Н. Н. Толстяков.
В конце XIX века по начало XX века в училище училось 70 человек. В 30 томе ЭСБЕ (1900) об училище сказано: «В училище, кроме 65 чел., пользующихся казённым содержанием в певческих и регентских классах, допускаются своекоштные ученики в качестве пансионеров, полупансионеров и приходящих. В училище 8 классов с годичным курсом и два отделения: а) певческое, с первыми четырьмя классами для малолетних, и б) регентское, из 4 высших классов. Находясь в главном ведении Св. Синода, С. училище и хор подчинены прокурору Московской Св. Синода конторы. Предметы преподавания: научные — Закон Божий, русский и церковно-славянский языки, русская словесность, арифметика и основания геометрии, русская гражданская история в связи с всеобщей, начальные основания физики и в частности акустики, дидактика и география; музыкальные — сольфеджио, чтение партитуры и управление хором, элементарная теория музыки, гармония, начальные основания контрапункта и краткие сведения о формах музыкального сочинения, история церковного пения в России и очерк истории западноевропейской церковной музыки, русское древнее церковное пение, скрипка и фортепиано»
В марте 1918 года училище было переформировано в Государственную народную хоровую академию, директором стал А. Д. Кастальский. В академии было 148 учеников, 30 педагогов и хор из 65 человек. В 1923 году академия соединилась с Московской консерваторией в качестве хорового отдела, а здание было передано юридическому факультету МГУ. В 1979 году зал училища открылся для концертов. В 1983 году полностью произошло слияние с консерваторией, которая разместила в здании, получившем статус третьего учебного корпуса, учебные классы, Научный центр церковной музыки им. прот. Д. Разумовского и Студию новой музыки, функционировавшие в данном корпусе до декабря 2015 года. С середины 1980-х годов зал имеет название Рахманиновского.